# Hounslow West
Hounslow West – stacja metra londyńskiego na linii Piccadilly, położona na terenie London Borough of Hounslow. Została otwarta w 1884 jako stacja District Line, której pociągi dojeżdżały tu do 1964 roku. W skład linii Piccadilly weszła w 1933 roku i obecnie jest to jedyna obsługująca stację linia. W roku 2009 skorzystało z niej ok. 3,101 mln pasażerów. Należy do piątej strefy biletowej.

## Galeria

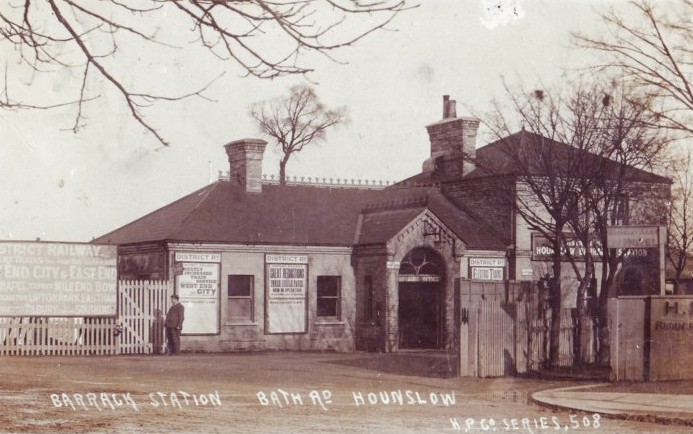
Budynek stacji na początku XX wieku
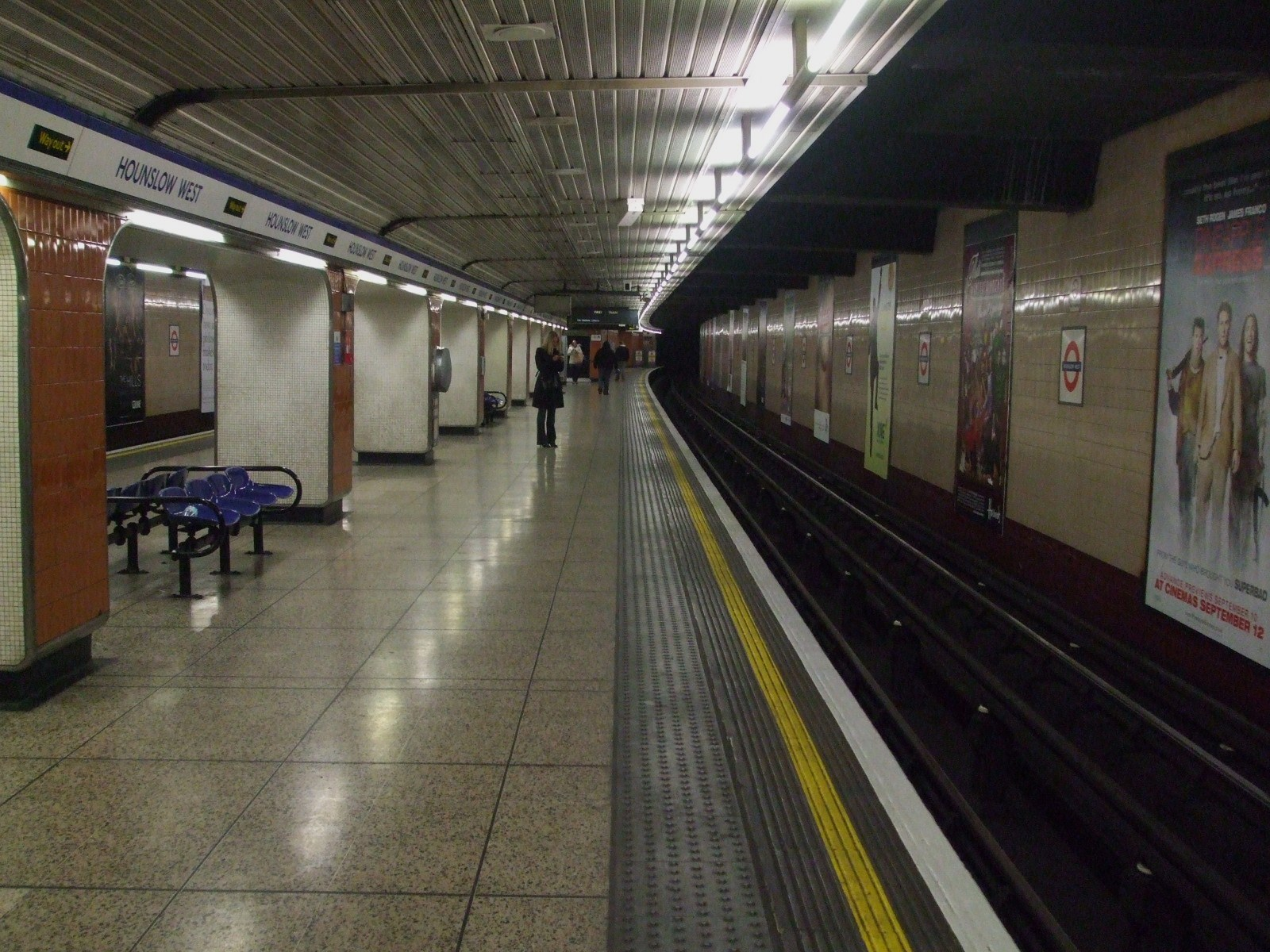
Jeden z peronów
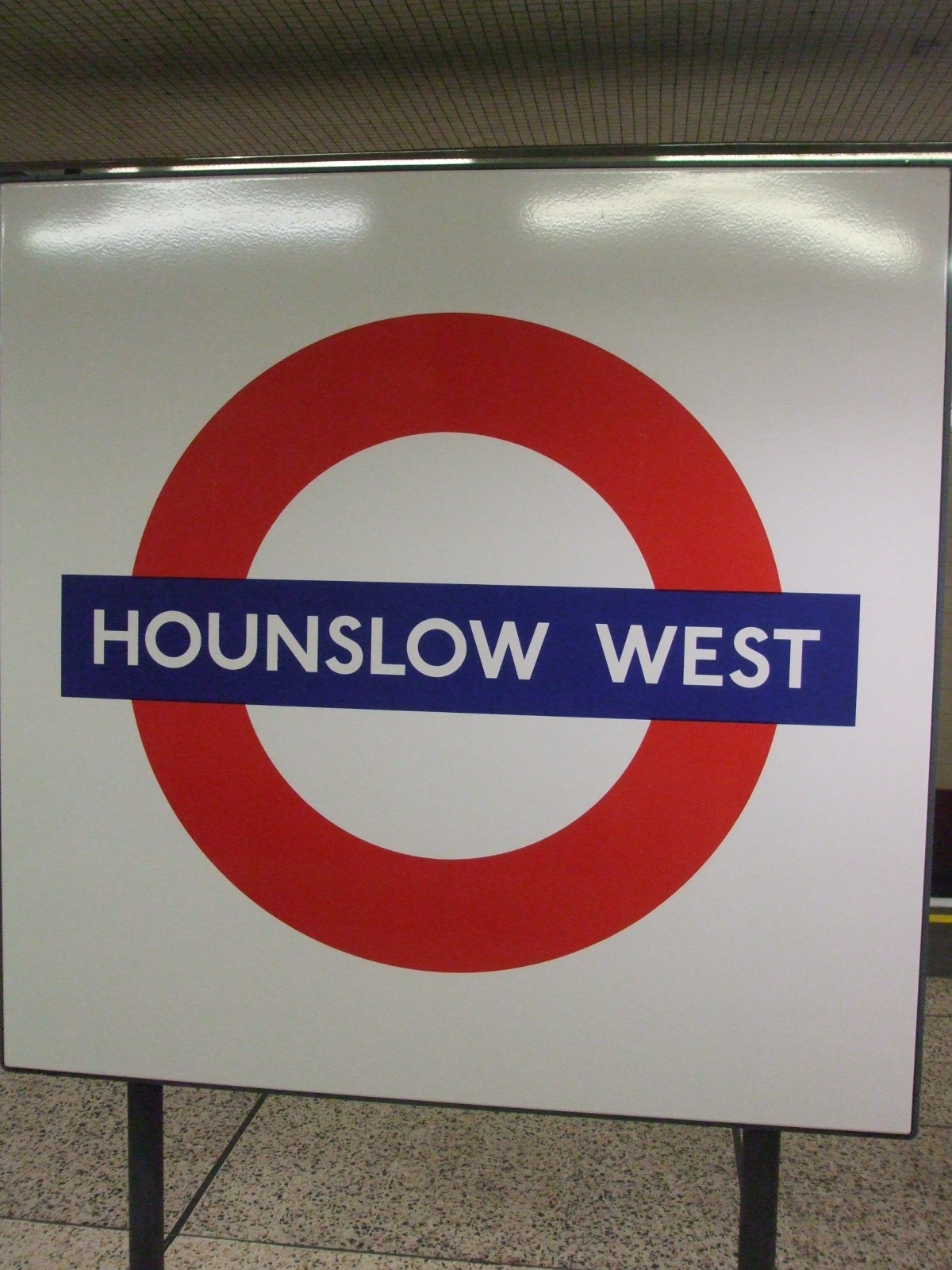
Logo stacji